# 呂号第六十六潜水艦
| 画像をアップロード |                                                                |
| 艦歴               |                                                                |
| 計画               | 大正12年度艦艇補充計画                                         |
| 起工               | 1925年12月1日                                                  |
| 進水               | 1926年10月25日                                                 |
| 就役               | 1927年7月28日                                                  |
| その後             | 1941年12月17日沈没                                             |
| 除籍               | 1942年1月15日                                                  |
| 性能諸元           |                                                                |
| 排水量             | 基準：988トン 常備：1,060.3トン 水中：1,301トン                |
| 全長               | 76.20m                                                         |
| 全幅               | 7.38m                                                          |
| 吃水               | 3.96m                                                          |
| 機関               | ヴィッカース式ディーゼル2基2軸 水上：2,400馬力 水中：1,600馬力 |
| 速力               | 水上：15.7kt 水中：8.6kt                                       |
| 航続距離           | 水上：10ktで5,500海里 水中：4ktで80海里                        |
| 燃料               | 重油                                                           |
| 乗員               | 48名                                                           |
| 兵装               | 40口径8cm単装砲1門 53cm魚雷発射管 艦首6門 魚雷12本             |
| 備考               | 安全潜航深度：60m                                              |

呂号第六十六潜水艦（ろごうだいろくじゅうろくせんすいかん）は、日本海軍の潜水艦。呂六十型潜水艦（L4型）の7番艦。

## 艦歴
- 1925年（大正14年）12月1日 - 三菱神戸造船所で起工。
- 1926年（大正15年）10月25日 - 進水
- 1927年（昭和2年）7月28日 - 竣工。第27潜水隊に編入[2]。
- 1930年（昭和5年）11月15日 - 予備艦となる[2]。
- 1933年（昭和8年）11月15日 - 予備艦となる[2]。
- 1938年（昭和13年）6月1日 - 艦型名を呂六十型に改正[3]。

1941年（昭和16年）12月4日、第七潜水戦隊第27潜水隊（呂65、呂66、呂67）として、クェゼリンを出航。本艦は第27潜水隊司令潜水艦（潜水隊司令深谷惣吉大佐）。ウェーク島攻略作戦に参戦のためウェーク島方面の配備に就く。僚艦と共に第一次ウェーク島攻略部隊（指揮官梶岡定道第六水雷戦隊司令官）を誘導。
12月13日、第一次ウェーク島攻略作戦失敗により、第七潜水戦隊司令官大西新蔵少将（旗艦「迅鯨」）は第27潜水隊に対しクェゼリンへの帰投を命令。僚艦2隻は了解したが、本艦は通信故障のため受信が届かず、そのまま哨戒に従事。
12月17日20時34分、ウェーク島南西252度25浬地点において、哨戒のためウェーク島に派遣された呂62と衝突して沈没した（両艦とも水上航行状態）。呂62側は呂66の存在を知らず、スコールの中で突如現れた呂66を回避できなかった。この事故で第27潜水隊司令深谷大佐、潜水艦長黒川英幸中佐以下65名が殉職し、呂66号潜水艦艦橋にて当直の3名が救助された。この沈没事故により第四艦隊司令長官井上成美中将は、第七潜水戦隊司令官大西新蔵少将を誡告した。

## 歴代艦長
※『艦長たちの軍艦史』466-467頁による。階級は就任時のもの。

### 艤装員長
- 平野六三 少佐：1927年3月15日[9] -

### 艦長
- 平野六三 少佐：1927年7月28日 - 1928年12月10日
- 奥島章三郎 少佐：1928年12月10日 - 1930年4月22日[10]
- 久米幾次 大尉：1930年4月22日[10] - 1931年4月1日[11]
- （兼）堤道三 大尉：1931年4月1日[11] - 1931年5月1日[12]
- 鳥居威美 大尉：1931年5月1日 - 1931年11月2日[13]
- 溝畠定一 少佐：1931年11月2日 - 1933年11月15日[14]
- （兼）浜野元一 少佐：1933年11月15日[14] - 1934年7月16日[15]
- 都築登 少佐：1934年7月16日[15] - 1934年11月15日[16]
- 栢原保親 少佐：1934年11月15日 - 1935年2月28日
- 揚田清猪 大尉：1935年2月28日[17] - 1936年2月15日[18]
- 柴田源一 大尉：1936年2月15日 - 1937年3月20日[19]
- 川崎陸郎 少佐：1937年3月20日 - 1937年7月31日[20]
- 松村寛治 少佐：1937年7月31日 - 1937年12月1日[21]
- 井上規矩 少佐：1937年12月1日 - 1938年3月19日[22]
- 中村省三 大尉：1938年3月19日 - 1938年7月30日[23]
- 稲田洋 少佐：1938年7月30日 - 1939年3月20日[24]
- 田岡清 少佐：1939年3月20日 - 1939年7月27日[25]
- 小比賀勝 少佐：1939年7月27日 - 1941年1月22日[26]
- 黒川英幸 少佐：1941年1月22日[26] - 1941年12月17日殉職

## 慰霊碑
長崎県佐世保市にある佐世保東山海軍墓地に、「佐世保鎮守府潜水艦合同慰霊碑」がある。佐世保鎮守府所属の潜水艦として合同慰霊されている。